# Yomif Kejelcha
Yomif Kejelcha (* 1. srpna 1997) je etiopský atlet, dvojnásobný halový mistr světa v běhu na 3000 metrů z let 2016 a 2018. Od 3. 3. 2019 je světovým rekordmanem v halovém běhu na 1 míli časem 3:47,01 minuty.

## Sportovní kariéra
V roce 2014 zvítězil v běhu na 5000 metrů na světovém juniorském šampionátu. Při svém startu na mistrovství světa v Pekingu v roce 2015 doběhl na této trati čtvrtý. Na mistrovství světa v hale v Portlandu v březnu 2016 zvítězil v běhu na 3000 metrů. Na světovém šampionátu v Londýně v roce 2017 doběhl ve finále běhu na 5000 metrů čtvrtý. V březnu 2018 v Birminghamu obhájil svůj titul z Portlandu.

## Osobní rekordy
Venku
- Běh na 1500 metrů – 3:32,94 (2017)
- Běh na 3000 metrů – 7:28,19 (2016)
- Běh na 5000 metrů – 12:53,98 (2015)

Hala
- Běh na 1500 metrů - 3:31,25 (2019)
- Běh na 1 míli - 3:47,01 (2019) -  (Současný světový rekord)
- Běh na 3000 metrů – 7:39,11 (2016)